# KkStB 310

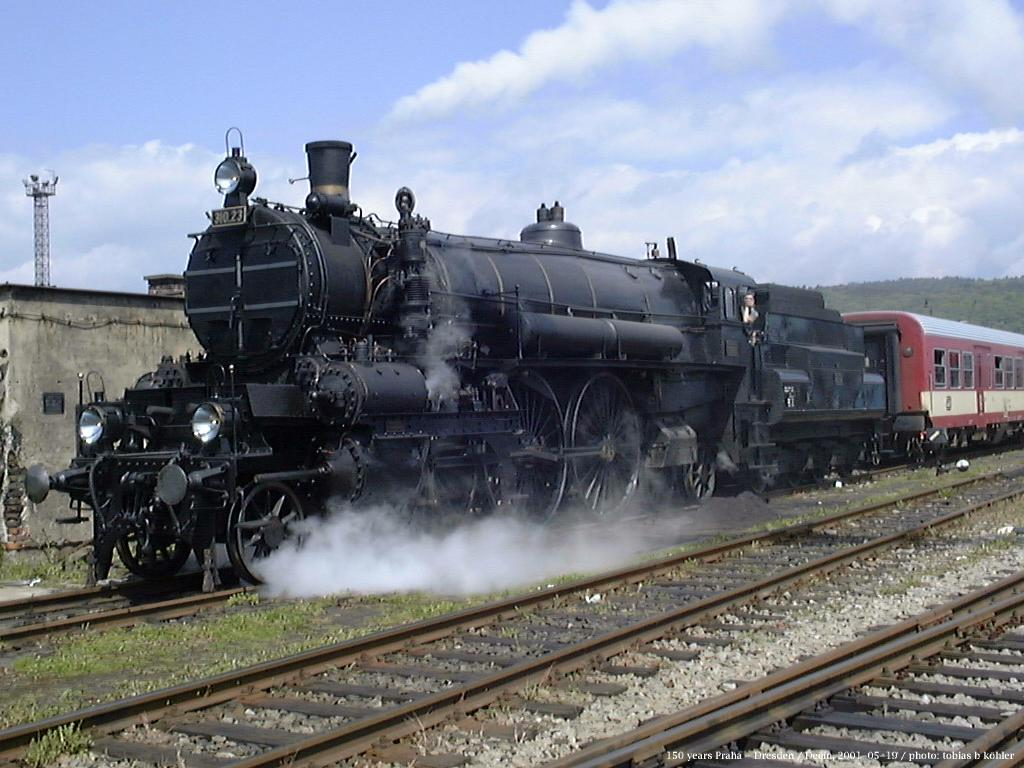
ÖBB (KkStB) 310.23

KkStB 310 швидкісний паротяг Ц.к.Австрійської Державної залізниці (KkStB).

## Історія
Впродовж 1911-1918 років було виготовлено 90 паротягів KkStB 310 на паротягобудівних фабриках Floridsdorf, Wiener Neustädter , StEG з Відня, ErsteBöhmisch-Mährischen Maschinenfabrik з Праги, богемська Breitfeld & Daněk. Спочатку їх використовували на залізницях Nordbahn, Franz-Josefs-Bahn, Westbahn, лініях Відень-Краків, Краків-Львів. Конструктор Карл Ґолсдорф (нім. Karl Gölsdorf) встановив на паротязі чотирьохциліндрову парову машину трійного розширення для перегрітої пари, випробувану на KkStB 210. Вона розвивала потужність до 1800 к. с..
Після завершення війни паротяги KkStB 310 потрапили до BBÖ (35 серії 375.0), ČSD (12 серія Pn12), PKP (12 Pn12). З початком війни паротяги потрапили до СРСР, отримавши позначення Пн-12, і до Deutsche Reichsbahn, отримавши позначення DR 16 041, 16 045-050, 16 061–064. Паротяги використовували до 1950-х років. Два паротяги зберігаються у технічних музеях Праги, Штрассгофа (Австрія).

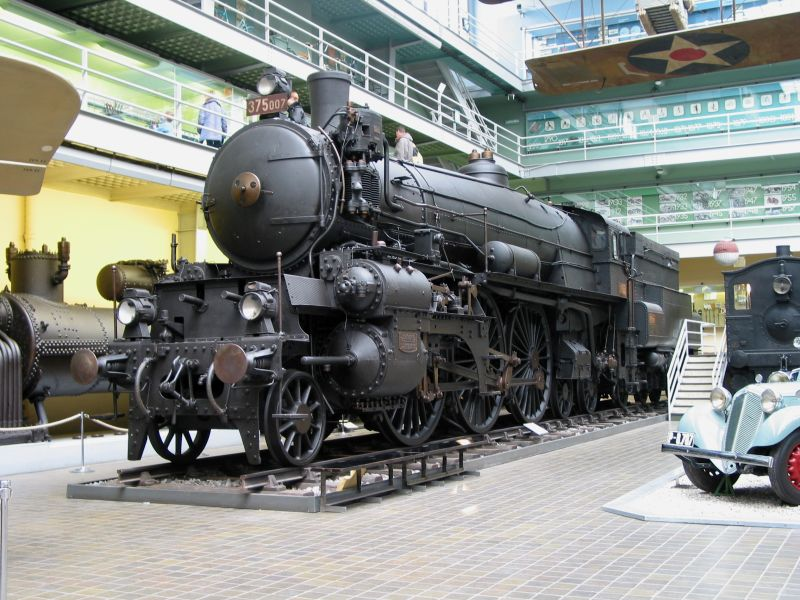
KkStB 310 у Технічному музеї Праги

### Технічні дані паротяга KkStB 310
|                                    |                                                              |
| Розміри                            | Параметри                                                    |
| Роки випуску                       | 1911-1918                                                    |
| Країна-виробник                    | Австро-Угорська імперія                                      |
| Завод-виробник                     | Wr. Neustadt • Floridsdorf • BMMF • StEG • Breitfeld & Daněk |
| Ширина колії                       | 1435 mm                                                      |
| Тип                                | 1'C2' h4v                                                    |
| Кількість циліндрів                | 4                                                            |
| Діаметр ND-циліндрів               | 660 мм                                                       |
| Діаметр HD-циліндрів               | 390 мм                                                       |
| Хід поршня                         | 720 мм                                                       |
| Тиск пари                          | 15/16 атм.                                                   |
| Довжина                            | 13.001 мм                                                    |
| Висота                             | 4.620 мм                                                     |
| Діаметр бігункових                 | 2.140 мм                                                     |
| Діаметр підтримуючих               | 1.034 мм                                                     |
| Діаметр рушійних коліс             | 1.034 мм                                                     |
| База рушійних коліс                | 4.440 мм                                                     |
| Загальна база рухомих коліс        | 10.450 мм                                                    |
| Загальна колісна база з тендером   | 18.252 мм                                                    |
| Кількість труб нагрівання          | 170                                                          |
| Площа пароперегрівача              | 55,00 м²                                                     |
| Площа труб нагрівання              | 180,83 м²                                                    |
| Площа зони нагріву                 | 14,72 м²                                                     |
| Площа колосникових ґрат            | 4,62 м²                                                      |
| Маса паротяга порожнього           | 79,2 т                                                       |
| Маса паротяга робоча               | 86,0 т                                                       |
| Маса паротяга робоча з тендером 86 | 138,6 т                                                      |
| Зчіпна маса локомотива             | 44,1 т                                                       |
| Швидкість                          | 100 км/год                                                   |
| Тендер                             | 9 • 56 • 156 • 256 • 76 • 86 • 88                            |
| Запас води                         | 21,0 м³                                                      |
| Запас вугілля                      | 8,72 т                                                       |